# آرتاشس تومانیان
آرتاشس ساموئلی تومانیان ارمنی: Արտաշես Սամվելի Թումանյան؛ انگلیسی: Artashes Toumanian زاده ۱۶ نوامبر ۱۹۴۹) سیاستمدار و دیپلمات اهل ارمنستان که از تاریخ ۱۷ فوریه ۲۰۱۵ تا اکتبر ۲۰۲۱ سفیر جمهوری ارمنستان در ایران بود.
وی پیشتر از تاریخ ۱۹۹۰ تا تاریخ ۱۹۹۵ سمت نمایندگی دوره اول شورای عالی جمهوری ارمنستان را برعهده داشت

## زندگی‌نامه
وی از دانشگاه ملی پلی‌تکنیک ارمنستان فارغ‌التحصیل شده است.

## نگارخانه

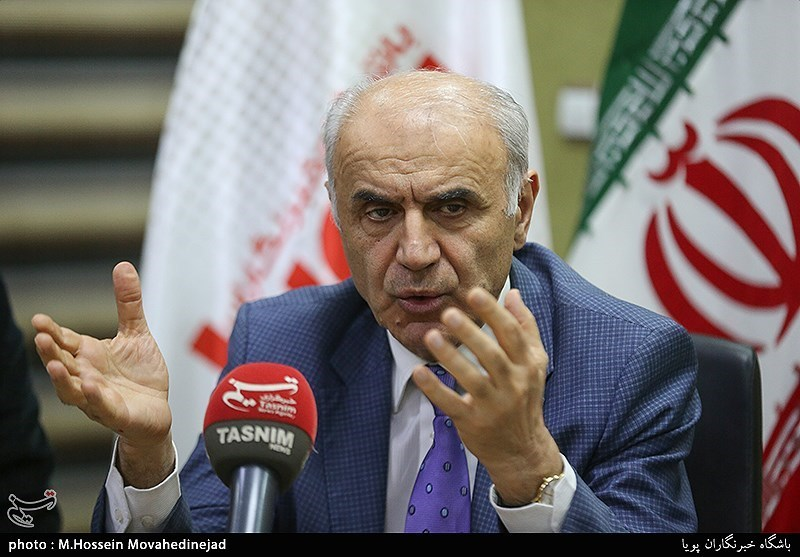

## یادداشت
1. ↑  ՀՀ Հարկային պետական տեսչության պետ